# 大森映子
大森 映子（おおもり えいこ、1952年 - ）は、日本の歴史学者。多摩大学名誉教授。専門は日本近世史。
東京都出身。1974年日本女子大学卒業、1982年お茶の水女子大学大学院博士課程人文科学研究科単位取得退学。1991年湘南国際女子短期大学国際教養学科助教授、2000年教授。2007年より多摩大学経営情報学部教授、後に名誉教授。

## 学歴
- 文学士（1974年3月、日本女子大学）
- 文学修士（1977年3月、お茶の水女子大学）
- お茶の水女子大学大学院博士課程人文科学研究科単位取得退学（1982年10月）

## 著書
- 『元禄期の幕政と大名たち』（日本放送出版協会、1999年）
- 『お家相続 大名家の苦闘』（角川書店、2004年／吉川弘文館、2018年）